# Pater patriae
Pater patriæ (latin, pluriel Patres patriæ) est un titre honorifique décerné par le Sénat romain, signifiant « père de la patrie », qui fut porté par presque tous les empereurs du Haut Empire, depuis Auguste, puis par plusieurs empereurs du Bas Empire.
Il figure sur les monnaies impériales ou sur les inscriptions monumentales sous l'abréviation P P.

## Histoire romaine
Ce titre fut initialement accordé au général romain Marcus Furius Camillus en 386 av. J.-C. qui, pour le rôle qu'il joua dans la bataille de l'Allia, fut considéré comme le second fondateur de la cité, succédant ainsi à Romulus. Trois siècles plus tard, il fut décerné au consul Cicéron pour avoir déjoué la conjuration de Catilina, qui visait à renverser la République romaine. C'est ensuite Jules César qui fut récompensé par le Sénat pour avoir mis fin à la guerre civile.
Le titre de Pater patriæ fut attribué ensuite à de multiples empereurs romains, soit après de nombreuses années de règne, soit en raison d'une estime particulière du Sénat romain, comme ce fut le cas de Nerva. L'honneur était non seulement lié au vote du Sénat, mais aussi à l'approbation du titulaire. Selon l'historien Suétone, Tibère le refusa. Il en fut de même pour Néron qui considérait être trop jeune pour porter ce titre. Celui-ci accepta néanmoins quelques années plus tard lors d'une seconde proposition.

## Liste chronologique desPatres Patriæ
- Romulus, 753 av. J.-C. (comme fondateur légendaire de Rome) ;
- Camille, 386 av. J.-C. ;
- Cicéron, 63 av. J.-C. ;
- Jules César, 45 av. J.-C. ;
- Auguste, 2 av. J.-C. ;
- Caligula, 37 ;
- Claude 1er, 42 ;
- Néron, 55 ;
- Vespasien, 70 ;
- Titus, 79 ;
- Domitien, 81 ;
- Nerva, 96 ;
- Trajan, 98 ;
- Hadrien, 128 ;
- Antonin le Pieux, 139[1] ;
- Marc Aurèle et Lucius Verus, 166 ;
- Commode, 177 ;
- Septime Sévère, 193 ;
- Caracalla, 199 ;
- Macrin, 217 ;
- Élagabal, 218 ;
- Gordien III, 238 ;
- Probus, 276 ;
- Dioclétien, 284 ;
- Maximien Hercule, 286 ;
- Constantin 1er, 307.